# محمد بلقاس
محمد بلقاس (1930 - 2002) هو ممثل مسرحي كوميدي مغربي بجذور أمازيغية يعد من الرعيل الأول للمسرحيين المغاربة.
ظهر لأول مرة سنة 1949 وكان عمره 19 سنة، رفقة صديقه النجم القدير عبد الجبار لوزير في فرقة «الوفاء المراكشية», يملك هذا النجم عدة مسرحيات اشهرها (الحراز)و (سيدس قدور العلمي) وكان آخر عمل له مسرحية «عباس وبلقاس في لاس فيغاس» مع النجم المصري وحيد سيف.

## وفاته
توفي محمد بلقاس يوم الأربعاء 11 ديسمبر 2002 بسبب مرض في القلب عن عمر يناهز 72 سنة في مراكش 

## أعماله
- سيدي قدور العلمي (مسرحية)
- مسرحية الحراز
- مسرحية هالالاي
- مسرحية مكتب الوكيل
- مسرحية ديرو معنا التاويل
- مسرحية الميت الفضولي
- مسرحية عالجونا
- مسرحية مزاوك في الله
- مسرحية الدار الكبيرة
- مسرحية مكسور الجناح
- مسرحية الدرهم لحلال
- مسرحية محجوبة
- مسرحية نص عقل
- مسرحية اللي ما عرفك خسرك
- مسرحية نسيب المديرة
- مسرحية فكاك لوحايل
- مسرحية بولعقول
- هجالة والعريس هبيل (مسرحية) سنة 1997
- مسرحية الربيب بتريكتو
- عباس وبلقاس في لاس فيغاس (مسرحية) سنة 1998 إلى جانب نجم الكوميديا المصرية مع النجم المصري وحيد سيف، حيث تعرض لوعكة صحية أثناء الجولة.

## وصلات خارجية
- بلقاس.. مسرحي متميز عشق أعماله ملكان
- محمد بلقاس فكاهي مراكشي أضاء تاريخ المسرح المغربي
- حتى لاننساهم: محمد بلقاس زمن الفرح الذهبي
- المرحوم بلقاس أنا والزميل عزيز أبو الصواب أخلاق فنان مراكشي حقيقي
- فضاء محمد بلقاس بدار الثقافة الحي المحمدي بمراكش
- سكيتش نادر للمرحوم محمد بلقاس بعنوان الفار وكال الحديد
- هؤلاء فنانون رُواد أرسوا أُسس فن الكوميديا بالمغرب
- المسرح المغربي يفقد صاحب الحراز
- الخالدي يروي مسار فرقة الوفاء المراكشية